# Loner Life in Another World
Підкорення іншого світу самітником (яп. ひとりぼっちの異世界攻略, Hitoribotchi no Isekai Kōryaku, Loner Life in Another World) — це японська серія ранобе, написана Шьоджі Ґоджі. Серія вперше з'явилася на вебсайті Shōsetsuka ni Narō у жовтні 2016 року, а з січня 2018 року почала виходити у друкованому форматі з ілюстраціями Боооти та Саку Енокімару, під видавництвом Overlap. Манґа-адаптація, ілюстрована БіБі, почала публікуватися на вебсайті Comic Gardo у січні 2019 року. Аніме-адаптація для телебачення, створена студіями Hayabusa Film та Passione, виходила в ефір з жовтня по грудень 2024 року.

## Сюжет
Цілий клас старшокласників викликається в інший світ місцевим богом, який обрав їх для ролі героїв. Бог дозволив кожному зі студентів вибрати особливу навичку на свій розсуд. Однак один із них, Харука — самітник за натурою, спробував уникнути церемонії вибору, але зрештою все одно був втягнутий у неї. Як виняток, бог дозволив йому отримати всі навички, які не вибрали інші студенти.
Попри те, що він не має жодної надпотужної здібності, Харука використовує свій широкий набір умінь, щоб жити комфортним життям на самоті в новому світі. Однак ситуація змінюється, коли його однокласники починають стикатися з труднощами в адаптації та конфліктами між собою. Це змушує його втрутитися, залишити свій самітницький спосіб життя та допомогти їм.

## Персонажі

### Головні герої
Харука (яп. 遥)
Сейю: Шуїчіро Умеда (оригінал), Нейтан Вілсон (англійський дубляж)
Головний герой. У реальному світі був самітником у своєму класі, і в новому світі йому вдалося вижити та навіть процвітати завдяки отриманим навичкам. Після потрапляння в інший світ він починає називати своїх однокласників за групами, до яких вони належали раніше, наприклад, «пліткарки», «ботаніки», «хулігани» тощо, не звертаючи уваги на їхні справжні імена, що особливо дратує дівчат, зокрема старосту класу. Одна з його навичок — «Майстер нічого» (Master of None), що дозволяє йому легко засвоювати нові вміння, але при цьому він підвищує рівень значно повільніше за інших. Незважаючи на те, що більшість його навичок здаються марними, він навчився комбінувати їх так, щоб виходити переможцем майже з будь-якої ситуації. Через свій низький рівень (а також небажання приєднуватися до когось) він відмовляється входити до загонів інших студентів, вважаючи що буде лише тягарем для них.
Тоука Цуюрі (яп. ツユリトウカ, Tsuyuri Touka)
Сейю: Харука Шіраіші (оригінал), Моніка Ріал (англійський дубляж)
Староста класу, відповідальна та надійна. Вона постійно намагається підтримувати порядок серед однокласників і дуже хвилюється за Харуку, який є її другом дитинства. Попри його дивну поведінку, вона має до нього почуття. Хоча Харука доводить дівчат до розпачу своїм небажанням нормально спілкуватися, вона та інші учні починають довіряти йому та покладатися на його силу й винахідливість (особливо тому, що він набагато безпечніший у порівнянні з хуліганами, які намагалися захопити владу). Її особлива навичка — «Захоплення» (Hijack), яка дозволяє їй отримати навичку іншої людини, але тільки якщо вона вб'є її власника. Вона ніколи не використовує цю здібність, а про її існування знають лише Харука і група ботаніків. Ще одна причина її роздратування — те, що, на її думку, вона та інші дівчата (через свої вищі рівні) повинні захищати Харуку. Однак усе складається навпаки: саме він постійно рятує їх.
Анджеліка
Сейю: Саорі Хаямі
Жінка-лицар, яка стала жертвою прокляття і перетворилася на фінального боса підземелля. Харука перемагає її та зрештою допомагає повернутися до нормального стану. Після цього Анджеліка стає однією з його найближчих союзниць і теж починає відчувати до нього почуття.

### Студенти
Дівчина-Щит
Сейю: Нозомі Фурукі (оригінал), Елісон Сумраль (англійський дубляж)
Бібліотекарська комісіянтка
Сейю: Харуна Терада (оригінал), Олівія Свейсі (англійський дубляж)
Дівчина-Рукодільниця
Сейю: Манамі Учіда (оригінал), Шеннон Емерік (англійський дубляж)
Дівчина-Кухар
Сейю: Аріса Накада (оригінал), Аліса Марек (англійський дубляж)
Наґіса Фукунукі (яп. 福貫 凪紗)
Сейю: Марія Сашіде (оригінал), Брітні Карбовські (англійський дубляж)
Харука називає її «Нудисткою» (Nudist Girl), оскільки вона має звичку роздягатися в абсолютно недоречних ситуаціях.
Чіка Чінамí (яп. 千波 千佳)
Сейю: Асука Шіорі (оригінал), Елісса Куельяр (англійський дубляж)
Отримала прізвисько «Рибна Дівчина» (Fish Girl) після того, як одного ранку з'явилася в наметі Харуки з повідомленням, що на сніданок буде смажена риба.
Заступниці старости
Сейю: Ріка Абе (заступниця A), Канон Такао (заступниця B), Марі Такахаші (заступниця C) (оригінал), Женев'єва Сіммонс (заступниця A), Христина Келлі (заступниця B), Люсі Крістіан (заступниця C) (англійський дубляж)
Найближчі подруги класної старости, які допомагають їй підтримувати дисципліну серед учнів.
Вакана Шімазакі (яп. 島崎 若菜)
Сейю: Хіна Суґута (оригінал), Кіра Вінсент-Девіс (англійський дубляж)
Лідерка групи «Галз» (Gals), яких Харука постійно називає «пліткарками» (Mean Girls). У минулому вона була однією з тих, хто найбільше чинив тиск на ботаніків і фактично вигнала їх із групи. Тепер же вона (разом зі своїми подругами) щиро прагне знайти їх і вибачитися. У ранобе Харука кличе її «Королевою вулика» (Queen Bee). У першому томі з'ясовується, що в реальному світі вона працювала моделлю для журналів.
Галз
Сейю: Май Канно (глас A), Юкі Накашіма (глас D) (оригінал), Карлій Гох (глас A), Наталі Ріал (глас D) (англійський дубляж)
Прибічниці Шімазакі, які також змінили своє ставлення до інших учнів.
Дівчата з волейбольного клубу
Сейю: Юка Івахаші, (дівчина A), Харуна Мікава (дівчина B) (оригінал), Джульєтта Сіммонс (дівчина A), Емі Ло(дівчина B) (англійський дубляж)
Члени шкільного волейбольного клубу, які теж потрапили в інший світ разом з усіма.
Ботаніки (яп. オタ, Ota)
Сейю: Кьохей Нацуме (ботанік A), Тайчі Ічікава (ботанік B), Ю Окано (ботанік C), Шінносуке Токудоме (ботанік D) (оригінал), Блейк Шепард (ботанік A), Джошуа Свейсі (ботанік B), Грег Ейрс (ботанік C), Джо Деніелс (ботанік D) (англійський дубляж)
Прихильники аніме й відеоігор, які виявилися одними з найсильніших учнів, оскільки завдяки своєму знанню жанру ісекай вони вибрали магічні навички. Спочатку вони допомагали іншим, але через низку непорозумінь клас відвернувся від них і вигнав їх. Попри те, що Харука має з ними найбільше спільного, він відмовляється офіційно приєднатися до їхньої групи.
Спортсмени (яп. 脳筋莫迦, Nōkin Baka)
Сейю: Хірому Мінета (спортсмен A), Кенто Хама (спортсмен B), Харукі Ішія (спортсмен C), Кейсуке Івамура (спортсмен E),  (оригінал), Джек Стенсбері (спортсмен A), Блейк Вейр (спортсмен B), Йован Джексон (спортсмен C), Джон Гремільйон (спортсмен E) (англійський дубляж)
Спортивні учні, які фізично є найсильнішими серед класу. Харука кличе їх «м'язистими дурнями» (Meatheads), але насправді вони порядні й чесні хлопці.
Хулігани (яп. 不良, Furyō)
Сейю: Томохіро Ямагучі (хуліган A), Фумія Імаї (хуліган B), Йохеї Мацуока (хуліган E), Кодай Сакаї (хуліган F) (оригінал), Бен Маклафлін (хуліган A), Ендрю Лав (хуліган B), Джеймс Марлер (хуліган E), Шейн Фенімор (хуліган F) (англійський дубляж)
Проблемні учні, які хочуть використати свої сили, щоб захопити владу над класом. Їхня головна мета — створити гарем із однокласниць, тому вони є найбільшою загрозою для решти групи.
Танака
Сейю: Шота Хаяма (оригінал), Адам Гіббс (англійський дубляж)
Геніальний математик, але такий же самітник, як і Харука. Він приєднався до хуліганів і навчає їх правильно використовувати свої здібності. Однак у нього є свої приховані мотиви.

### Мешканці Омуї
Меріель
Сейю: Агурі Ніші
Дочка місцевого герцога. Харука рятує її від бандитів, але як завжди постійно забуває її ім'я, що її страшенно дратує.
Ґатек
Сейю: Сьохей Ямагучі (оригінал), Джон Холлмарк (англійський дубляж)
Авантюрист.
Офтер
Сейю: Ацуші Імаруока (оригінал), Скотт Гіббс (англійський дубляж)
Авантюрист.
Бос гільдії
Сейю: Тецу Інада
Голова гільдії шукачів пригод міста Омуї.

## Медіа

### Ранобе
Серія написана Шьоджі Ґоджі, вперше з'явилася на вебсайті Shōsetsuka ni Narō 12 жовтня 2016 року. Згодом права на неї придбало видавництво Overlap, яке почало випускати друковані томи з ілюстраціями художників Booota та Saku Enokimaru 25 січня 2018 року.
Станом на жовтень 2024 року випущено п'ятнадцять томів.
У лютому 2021 року Seven Seas Entertainment оголосило про отримання ліцензії на публікацію серії англійською мовою.

#### Список томів
| №  | Дата виходу     | ISBN                   |
| -- | --------------- | ---------------------- |
| 1  | 25 січня 2018   | ISBN 978-4-86-554302-5 |
| 2  | 25 червня 2018  | ISBN 978-4-86-554362-9 |
| 3  | 25 лютого 2020  | ISBN 978-4-86-554478-7 |
| 4  | 25 травня 2020  | ISBN 978-4-86-554661-3 |
| 5  | 25 жовтня 2020  | ISBN 978-4-86-554761-0 |
| 6  | 25 січня 2021   | ISBN 978-4-86-554824-2 |
| 7  | 25 травня 2021  | ISBN 978-4-86-554910-2 |
| 8  | 25 жовтня 2021  | ISBN 978-4-82-400001-9 |
| 9  | 25 березня 2022 | ISBN 978-4-82-400130-6 |
| 10 | 25 серпня 2022  | ISBN 978-4-82-400270-9 |
| 11 | 25 лютого 2023  | ISBN 978-4-82-400414-7 |
| 12 | 25 червня 2023  | ISBN 978-4-82-400501-4 |
| 13 | 25 січня 2024   | ISBN 978-4-8240-0712-4 |
| 14 | 25 квітня 2024  | ISBN 978-4-8240-0796-4 |
| 15 | 25 жовтня 2024  | ISBN 978-4-8240-0971-5 |

### Манґа
Манґа-адаптація, ілюстрована Bibi, почала серіалізацію на сайті манґи Comic Gardo 25 січня 2019 року. Станом на листопад 2024 року окремі глави манґи були зібрані у двадцять два танкобони.
У березні 2020 року Kaiten Books оголосило про отримання ліцензії на публікацію манґи англійською мовою.

#### Список томів
| №  | Дата виходу       | ISBN                   |
| -- | ----------------- | ---------------------- |
| 1  | 25 вересня 2019   | ISBN 978-4-8655-4550-0 |
| 2  | 25 лютого 2020    | ISBN 978-4-8655-4617-0 |
| 3  | 25 травня 2020    | ISBN 978-4-8655-4670-5 |
| 4  | 25 липня 2020     | ISBN 978-4-8655-4709-2 |
| 5  | 25 жовтня 2020    | ISBN 978-4-8655-4773-3 |
| 6  | 25 січня 2021     | ISBN 978-4-8655-4837-2 |
| 7  | 25 травня 2021    | ISBN 978-4-8655-4924-9 |
| 8  | 25 серпня 2021    | ISBN 978-4-8655-4991-1 |
| 9  | 25 жовтня 2021    | ISBN 978-4-8240-0035-4 |
| 10 | 25 січня 2022     | ISBN 978-4-8240-0099-6 |
| 11 | 25 березня 2022   | ISBN 978-4-8240-0143-6 |
| 12 | 25 травня 2022    | ISBN 978-4-8240-0202-0 |
| 13 | 25 серпня 2022    | ISBN 978-4-8240-0284-6 |
| 14 | 25 листопада 2022 | ISBN 978-4-8240-0348-5 |
| 15 | 25 лютого 2023    | ISBN 978-4-8240-0429-1 |
| 16 | 25 червня 2023    | ISBN 978-4-8240-0540-3 |
| 17 | 25 серпня 2023    | ISBN 978-4-8240-0596-0 |
| 18 | 25 січня 2024     | ISBN 978-4-8240-0724-7 |
| 19 | 25 квітня 2024    | ISBN 978-4-8240-0814-5 |
| 20 | 25 вересня 2024   | ISBN 978-4-8240-0958-6 |
| 21 | 25 жовтня 2024    | ISBN 978-4-8240-0989-0 |
| 22 | 25 листопада 2024 | ISBN 978-4-8240-1006-3 |
| 23 | 25 лютого 2025    | ISBN 978-4-8240-1103-9 |

### Аніме
Аніме-адаптацію було анонсовано 21 січня 2024 року під час другого прямого ефіру заходу «10th Anniversary Memorial Overlap Bunko All-Star Assemble Special». Серіал створено студіями Hayabusa Film та Passione (у співпраці з Frontier Engine), режисером виступив Акіо Кадзумі, сценарій написав Кента Іхара, дизайн персонажів розробив Кейя Накано, а музику склав Шуджі Катаяма. Аніме виходило в ефір з 4 жовтня по 20 грудня 2024 року на телеканалах Tokyo MX та BS Fuji. Опенінгою серіалу є «ODD NUMBER» Йошіно, а ендонінгом є «Hello to Goodbye» (яп. ハローとグッバイ, Hello and Goodbye) у виконанні Кудзіракі. Sentai Filmworks надала ліцензію на трансляцію серіалу в Північній Америці, Австралії та Британських островах на Hidive. Muse Communication ліцензувала серіал у Південній та Південно-Східній Азії.

#### Список серій
| № серії | Назва серії                                                                                           | Режисер(и)      | Сценарист(и)  | Режисер(и) анімації           | Оригінальна дата показу |
| ------- | --- | --------------- | ------------- | ----------------------------- | ----------------------- |
| 1       | «Самітник з найгіршими навичками» Транслітерація: «Bocchi to Baddo Sukiru» (яп. ぼっちとバッドスキル) | Юта Кіда        | Кента Іхара   | Акіо Казумі                   | 4 жовтня 2024           |
| 2       | «Возз'єднання» Транслітерація: «Saikai» (яп. 再会)                                                    | Чікайо Накамура | Кента Іхара   | Акіо Казумі                   | 11 жовтня 2024          |
| 3       | «Життя з дівчатами» Транслітерація: «Joshi-tachi to no Seikatsu» (яп. 女子たちとの生活)               | Ю Ябуучі        | Кента Іхара   | Акіо Казумі                   | 18 жовтня 2024          |
| 4       | «Рушаємо до міста» Транслітерація: «Machi o Mezashite» (яп. 街を目指して)                             | Рьо Ясумура     | Кента Іхара   | Акіо Казумі                   | 25 жовтня 2024          |
| 5       | «Життя в місті» Транслітерація: «Machi no Kurashi» (яп. 街の暮らし)                                   | Юсуке Онода     | Кента Іхара   | Ічізо Кобаяші                 | 1 листопада 2024        |
| 6       | «Знову на самоті» Транслітерація: «Futatabi Bocchi e» (яп. 再びぼっちへ)                              | Чікайо Накамура | Кента Іхара   | Чікайо Накамура & Акіо Казумі | 8 листопада 2024        |
| 7       | «Харука і людина в капюшоні» Транслітерація: «Haruka to Fūdo no Otoko» (яп. 遥とフードの男)           | Юта Кіда        | Сатоші Одзакі | Тошікацу Токоро               | 15 листопада 2024       |
| 8       | «Дослідження підземель» Транслітерація: «Meikyū Tansaku» (яп. 迷宮探索)                               | Хірото Като     | Кента Іхара   | Хірото Като                   | 22 листопада 2024       |
| 9       | «Самітник та імператор підземелля» Транслітерація: «Bocchi to Meikyū-kō» (яп. ぼっちと迷宮皇)         | Хірото Като     | Кента Іхара   | Хірото Като                   | 29 листопада 2024       |
| 10      | «Тиснява» Транслітерація: «Sutanpīdo» (яп. スタンピード)                                              | Юсуке Онода     | Сатоші Одзакі | Такаші Камей                  | 6 грудня 2024           |
| 11      | «Втеча з підземелля» Транслітерація: «Meikyū Dasshutsu» (яп. 迷宮脱出)                                | Ю Ябуучі        | Кента Іхара   | Акіо Казумі                   | 13 грудня 2024          |
| 12      | «Самітник і Самітниця» Транслітерація: «Botchi to Botchi» (яп. ぼっちとぼっち)                        | Такахіде Едзірі | Кента Іхара   | Акіо Казумі                   | 20 грудня 2024          |

## Сприйняття
Ребекка Сільверман з Anime News Network похвалила гумор і ілюстрації, хоча у неї були змішані почуття щодо персонажа Харуки. Демельза з Anime UK News високо оцінила сюжет, особливо його бойові сцени та комедійні елементи.
Станом на сьогодні серія налічує 1,9 мільйона копій у цифровому та друкованому форматах.